# Birong Kunda
Birong Kunda är en ort i Gambia. Den ligger i regionen North Bank, i den centrala delen av landet, 90 km öster om huvudstaden Banjul. Antalet invånare var 69 vid folkräkningen 2013.